# Grahovše
Grahovše so naselje v Občini Tržič.